# Rita Kühne
Rita Kühne (Dresden, 5 de janeiro de 1947) é uma ex-atleta alemã, competidora de provas de velocidade no atletismo.
Atleta do SC Dynamo Berlin, foi campeã nacional dos 400 m de 1969 a 1973 e integrou o revezamento 4X400 m que venceu o Campeonato Europeu de Atletismo de 1971, em Helsinque, Finlândia.
Participou dos Jogos Olímpicos de Munique em 1972, conquistando a medalha de ouro no revezamento feminino 4X400 m da Alemanha Oriental, junto com  Dagmar Käsling , Helga Seidler e Monika Zehrt, que quebrou por duas vezes nos Jogos o recorde mundial da prova.